# 12218 Флеішер
12218 Флеішер (12218 Fleischer) — астероїд головного поясу, відкритий 15 вересня 1982 року.
Тіссеранів параметр щодо Юпітера — 3,639.